# Brian Plat
Brian Plat (Volendam, 5 april 2000) is een Nederlands voetballer die als verdediger voor Beerschot speelt.

## Carrière

### FC Volendam
Brian Plat speelde tot 2018 in de jeugd van FC Volendam. Sinds 2017 kwam hij uit voor Jong FC Volendam, waarmee hij in het seizoen 2017/18 promotie vanuit de Derde divisie Zaterdag naar de Tweede divisie via play-offs mis liep. Het seizoen erna wist hij wel naar de Tweede divisie te promoveren doordat Jong Volendam kampioen werd van de Derde divisie Zondag. Op 13 oktober 2019 maakte hij zijn debuut in het eerste elftal van FC Volendam, in de met 1-1 gelijkgespeelde thuiswedstrijd tegen FC Den Bosch. Hij bleef echter dat seizoen vooral zijn wedstrijden spelen in het tweede elftal.
In het seizoen 2020/21 brak Plat door in het eerste elftal en speelde hij 28 wedstrijden mee. Tevens maakte hij zijn eerste doelpunt in het betaalde voetbal in een wedstrijd tegen Almere City. Het volgende seizoen miste Plat in de eerste seizoenshelft slechts een wedstrijd. In de winter raakte hij echter geblesseerd, waarna hij de rest van het seizoen niet meer in actie kwam. Tijdens zijn afwezigheid dwong FC Volendam met een tweede plek aan het einde van het seizoen promotie af naar de Eredivisie. In het nieuwe Eredivisieseizoen keerde Plat terug als basisspeler en kwam hij tot 30 wedstrijden, tot dan toe zijn hoogste aantal wedstrijden in het eerste elftal in een seizoen. Hij miste echter wederom het slot van de competitie als gevolg van een blessure.
Plat speelde op 18 februari 2024 zijn honderdste duel als speler van FC Volendam. In het seizoen 2023/24 was Plat het grootste gedeelte van het seizoen basisspeler, maar kon niet voorkomen dat FC Volendam degradeerde uit de Eredivisie. FC Volendam had Plat, evenals ploeggenoot Josh Flint, een aanbod gedaan om te verlengen, maar dat voorstel legde het duo naast zich neer.

### Beerschot
Op 20 juni 2024 kondigde het recent naar de Jupiler Pro League gepromoveerde Beerschot aan Plat gecontracteert te hebben. Bij de Belgische ploeg was Dirk Kuijt destijds eindverantwoordelijke. Plat tekende een contract tot medio 2026 met een optie op één extra seizoen. In maart 2025 degradeerde hij met Beerschot uit de Jupiler Pro League.

### Statistieken

#### Beloften
| Seizoen                    | Club             | Land            | Competitie         | Competitie | Competitie | Overig | Overig | Totaal | Totaal |
| Seizoen                    | Club             | Land            | Competitie         | Wed.       | Dlp.       | Wed.   | Dlp.   | Wed.   | Dlp.   |
| -------------------------- | ---------------- | --------------- | ------------------ | ---------- | ---------- | ------ | ------ | ------ | ------ |
| 2017/18                    | Jong FC Volendam | Nederland       | Derde divisie Zat. | 3          | 0          | 1      | 0      | 4      | 0      |
| 2018/19                    | Jong FC Volendam | Nederland       | Derde divisie Zon. | 27         | 0          | –      | –      | 27     | 0      |
| 2019/20                    | Jong FC Volendam | Nederland       | Tweede divisie     | 21         | 2          | –      | –      | 21     | 2      |
| Totaal beloften            | Totaal beloften  | Totaal beloften | Totaal beloften    | 51         | 2          | 1      | 0      | 52     | 2      |
| Bijgewerkt t/m 1 juli 2024 |                  |                 |                    |            |            |        |        |        |        |

#### Senioren
| Seizoen                    | Club            | Land            | Competitie      | Competitie | Competitie | Beker | Beker | Overig | Overig | Totaal | Totaal |
| Seizoen                    | Club            | Land            | Competitie      | Wed.       | Dlp.       | Wed.  | Dlp.  | Wed.   | Dlp.   | Wed.   | Dlp.   |
| -------------------------- | --------------- | --------------- | --------------- | ---------- | ---------- | ----- | ----- | ------ | ------ | ------ | ------ |
| 2019/20                    | FC Volendam     | Nederland       | Eerste divisie  | 6          | 0          | 0     | 0     | –      | –      | 6      | 0      |
| 2020/21                    | FC Volendam     | Nederland       | Eerste divisie  | 26         | 1          | 1     | 0     | 1      | 0      | 28     | 1      |
| 2021/22                    | FC Volendam     | Nederland       | Eerste divisie  | 19         | 0          | 1     | 0     | -      | -      | 20     | 0      |
| 2022/23                    | FC Volendam     | Nederland       | Eredivisie      | 29         | 0          | 1     | 0     | -      | -      | 30     | 0      |
| 2023/24                    | FC Volendam     | Nederland       | Eredivisie      | 27         | 0          | 1     | 0     | -      | -      | 28     | 0      |
| Totaal senioren            | Totaal senioren | Totaal senioren | Totaal senioren | 107        | 1          | 4     | 0     | 1      | 0      | 112    | 1      |
| Bijgewerkt t/m 1 juli 2024 |                 |                 |                 |            |            |       |       |        |        |        |        |